# Deoria (Distrikt)
Der Distrikt Deoria (Hindi: देवरिया जिला, Urdu ضلع دیوریا) ist ein Distrikt des indischen Bundesstaats Uttar Pradesh. Verwaltungszentrum ist die namensgebende Stadt Deoria.

## Geografie
Der Distrikt Deoria liegt im Nordosten Uttar Pradeshs an der Grenze zum Bundesstaat Bihar in der historischen Region Purvanchal. Nachbardistrikte sind Ballia und Mau im Süden, Gorakhpur im Westen, Kushinagar im Norden (alle Uttar Pradesh) sowie in Bihar Gopalganj und Siwan im Osten.
Das Distriktgebiet umfasst eine Fläche von 2540 km² und gehört gänzlich zur flachen Gangesebene. Im Süden wird der Distrikt Deoria von der Ghaghara, einem großen Nebenfluss des Ganges, begrenzt.

## Verwaltungsgliederung
Der Distrikt Deoria gehört zur Division Gorakhpur. Er ist in die fünf Tehsils Deoria, Salempur, Rudrapur, Berhaj und Bhatpar Rani unterteilt.

## Geschichte
Der Distrikt Deoria besteht als eigener Distrikt seit 1946. Zuvor hatte das Gebiet zum Distrikt Gorakhpur gehört. 1994 wurde aus dem nördlichen Teil des Distrikts Deoria der Distrikt Kushinagar gebildet.

## Bevölkerung
Nach der indischen Volkszählung 2011 hat der Distrikt Deoria 3.100.946 Einwohner. Zwischen 2001 und 2011 wuchs die Einwohnerzahl um 15 Prozent und damit langsamer als im Mittel Uttar Pradeshs (20 Prozent). Die Bevölkerungsdichte liegt mit 1221 Einwohnern pro km² deutlich über dem ohnehin schon hohen Durchschnitt des Bundesstaates (829 Einwohner pro km²). Dabei ist der Distrikt stark ländlich geprägt: Nur zehn Prozent der Einwohner leben in Städten (der Mittelwert Uttar Pradeshs beträgt 22 Prozent). Die Alphabetisierungsrate liegt mit 71 Prozent über dem Mittelwert Uttar Pradeshs (68 Prozent), aber etwas unter dem gesamtindischen Durchschnitt (73 Prozent).
Unter den Einwohnern des Distrikts stellen Hindus nach der Volkszählung 2001 mit 88 Prozent die deutliche Mehrheit. Daneben gibt es eine muslimische Minderheit von elf Prozent.

## Städte
| Stadt           | Einwohner (2001) |
| --------------- | ---------------- |
| Bhatni Bazar    | 14.381           |
| Bhatpar Rani    | 12.494           |
| Deoria          | 104.222          |
| Gaura Barhaj    | 35.279           |
| Gauri Bazar     | 6.224            |
| Lar             | 25.492           |
| Majhauli Raj    | 17.200           |
| Rampur Karkhana | 9.598            |
| Rudrapur        | 28.324           |
| Salempur        | 16.906           |